# Guàrdia Colonial dels territoris espanyols del Golf de Guinea
La Guàrdia Colonial dels territoris espanyols del Golf de Guinea (també coneguda com a
Guàrdia Colonial o Guàrdia Colonial Africana) va ser un cos que va assumir les competències duaneres, militars i policials als territoris de la Guinea Espanyola des de principis del segle XX fins a la independència dels territoris.

## Creació del cos
La Guàrdia Colonial va néixer a conseqüència de la Llei de Pressupostos de 1908, que establia la substitució de la guarnició d'Infanteria de Marina, la Guàrdia Civil i el resguard de Duanes per un sol cos que pogués assumir totes les funcions d'aquests tres.
Explicava a la seva creació amb 430 homes entre europeus i indígenes, la qual cosa suposava un augment de més del 12% en la plantilla pel que fa a la suma dels tres cossos als quals substituïa.
La composició d'aquesta primera plantilla es va fixar en 1 capità, 3 primers tinents, 7 segons tinents, 14 sergents, 42 caporals i 1 corneta europeu habilitat de cap -tots ells de la Guàrdia Civil-, 1 músic major, també d'origen europeu, així com 12 cornetes, 6 guàrdies de 1ª, 320 guàrdies de 2ª, 6 músics de 1a, 12 músics de 2a i 6 alumnes de música, tots ells indígenes.